# Штутензе
Штутензе (њем. Stutensee) град је у њемачкој савезној држави Баден-Виртемберг. Једно је од 32 општинска средишта округа Карлсруе. Према процјени из 2010. у граду је живјело 23.479 становника. Посједује регионалну шифру (AGS) 8215109.

## Географски и демографски подаци
Штутензе се налази у савезној држави Баден-Виртемберг у округу Карлсруе. Град се налази на надморској висини од 114 метара. Површина општине износи 45,7 km². У самом граду је, према процјени из 2010. године, живјело 23.479 становника. Просјечна густина становништва износи 514 становника/km².